# 命燃えて
『命燃えて』（いのちもえて）は、1997年9月29日から11月28日にMBS制作、TBS系列の「ドラマ30」枠で放送された昼のテレビドラマ。放送時間は月曜から金曜の13:30-14:00（JST）。全9週、45回。同枠「命シリーズ」第5弾。
原作は、脳腫瘍のために18歳で死去した千葉県柏市の少年が自ら著した闘病記『ではまた明日』(ISBN 978-4-7942-0594-0)。
再編集版が『命燃えて 総集編』として1998年1月15日の16:00-17:52に放送された。日本民間放送連盟賞優秀賞、第35回ギャラクシー賞奨励賞受賞。

## あらすじ
京都大学受験を控えた17歳の英史は父の裕也、母の槙子、妹の亮子との4人暮らし。ある日、英史は体育の授業中に眩暈を起こし身体の異常を感じるが、入試が迫っていたため無理を重ねる。しかし間もなく平衡感覚まで失い、大学病院で検査を受けることに。主治医に呼ばれた父の裕也は、英史が脳腫瘍に犯されており、余命1年ほどであると伝えられる。

## キャスト
- 西岡槙子：市毛良枝

英史と亮子の母。
- 西岡裕也：篠田三郎

英史と亮子の父。
- 西岡英史：辻内将人（新人）

裕也と槙子の息子。高校生。非常に成績優秀で、進学校に通っている。将来の夢は科学者で、京都大学への進学を目指している。病に冒されている事を知った際にはショックを受けつつも、病に打ち勝とうと誓うなど前向きな性格。
- 西岡亮子：尾後あすか

裕也と槙子の娘。英史の妹。
- 吉井和世：高田敏江
- 円城寺あや
- 塩沢とき
- 横田：芝本正
- 昴：福田賢二
- 舞：今井里奈
- 八木：大竹修造

## スタッフ
- 原案：西田英史「ではまた明日」
- 脚本：宮内婦貴子
- 演出：青井邦臣、芝野昌之、皆元洋之助
- プロデューサー：伊東雄三、藪内広之

## 主題歌
- 『晩秋』　
作詞･作曲･歌:河島英五/編曲:若草恵